# Никий
Вижте пояснителната страница за други личности с името Никий.
Никий (на старогръцки: Νικίας; Nikias; * ok. 470 пр.н.е.; † 413 пр.н.е. в Сиракуза, Сицилия) е политик на Атина и военачалник по времето на Пелопонеската война (431 – 404 пр.н.е.).
Той е син на новозабогателия атинянец Никерат. Той има два братя, генерал Евкрат († 404 пр.н.е.) и Диогнет. Ксенофонт пише, че той е много богат. Притежава сребърни мини в Лаврион в Атика, ръководени от тракиеца Сосий, който командва 1000 роби. 
Той става водещ политик на Атина след смъртта на Клеон в битката при Амфиполис през 422 пр.н.е. Той има успехи като дипломат, на него е наречен Никийският мир със Спарта през 421 пр.н.е. Алкивиад от най-старата фамилия започва да се бори против неговата политика.
През 415 пр.н.е. Никий е избран от народното събрание в Атина за стратег заедно с Алкивиад и Ламах за заплануваната експедиция в Сицилия (415 – 413 пр.н.е. опит да превземе Сиракуза). След бягството на Алкивиад и смъртта на Ламах († 414 пр.н.е. при Сиракуза) в битката, Никий практически сам е отговорен за обсадата на Сиракуза.
След загубата на Атина Никий бяга със своя съ-генерал Демостен и е заловен и екзекутиран от сиракузанците.

Неговият син Никерат и брат му Евкрат са екзекутирани през 404 пр.н.е. в Атина по времето на управлението на Тридесетте тирани.